# 西原検校
西原 検校（にしはら けんぎょう、1835年（天保6年） - 没年不明）は、妙門派の波多野流平曲家（琵琶法師）、三絃筝曲家。明治以降の名前は西原 豊政。
1835年（天保6年）9月摂津国西宮生まれ。酒樽製造を営む樽屋武右衛門の長男として生まれる。幼名は樽屋栄蔵。小児時に病気で失明し、妙門派の清原検校（城秀。元吉原城秀、大阪。嘉永5年権成）を坊とする。祖父は八重橋検校（城芳、大阪。文政2年権成）。1867年（慶応3年）5月14日に検校へと権成した。
波多野流平曲の継承者である京都の岸部城郡（安永2年権成）の弟子の岸並城民（寛政8年権成）が職総検校となり、門下から有力な検校を輩出した。八重橋検校もその弟子の一人であり、その最後の直系弟子。
江戸時代に設けられた盲人の任官制度においては、昇進するたびに高額の支払いを伴うことから、最高位の検校への昇進は60歳代が多く、また、貸金業等の副業を行うものが多かったといわれている。灘の酒樽製造を行う家の長男であった西原検校の32歳での権成は異例の早さであったが、明治維新を受けて盲人の任官制度が廃止され、終身制となる検校の特権は享受できず、また、盲人の専業とされた平曲も途絶えることとなり、三絃筝曲家へと転じた。
樽屋武右衛門家を継いだ次弟の六男が、やはり病で幼少時に盲目となったことから、三絃筝曲の手ほどきをした。後の生田流筝曲・野川流三絃の大検校菊西繁樹である。孫に都山流尺八奏者の西原楽山（豊治）がいる。